# Berkan Afşarlı
Berkan Afşarlı (* 1. März 1991 in Lindau) ist ein ehemaliger deutsch-türkischer Fußballspieler.

## Karriere

### Verein
Afşarlı durchlief die Nachwuchsabteilung des VfB Stuttgart, ehe er 2010 für die Reservemannschaft des SC Paderborn 07 zu spielen begann. Im Sommer 201 kehrte er zum VfB Stuttgart zurück und spielte eine halbe Spielzeit für die Reservemannschaft des Vereins. Im Frühjahr 2012 wechselte er zum Schweizer Klub FC Wil.
Zur Rückrunde der Saison 2013/14 wechselte er in die türkische TFF 1. Lig zu Mersin İdman Yurdu. Aufgrund seines Lymphdrüsenkrebses musste Afşarlı acht Monate pausieren.
Nach insgesamt zwölf Einsätzen in der Süper Lig wechselte er zur Saison 2016/17 zum Zweitligisten Denizlispor.
Für Denizlispor absolvierte Afşarlı in zwei Spielzeiten 29 Zweitligaeinsätze und erzielte dabei drei Tore. Zur Saison 2018/19 wechselte er zum Istanbuler Drittligisten Pendikspor.
Nach kurzer Vereinslosigkeit wechselte er zu Bayrampaşaspor, um den Verein nach nur einem halben Jahr in Richtung Kızılcabölükspor zu verlassen.

### Nationalmannschaft
Afşarlı absolvierte 2010 drei Spiele für die deutsche U-19-Nationalmannschaft.

## Erfolge
Mersin İdman Yurdu
- Playoff-Sieger der TFF 1. Lig und Aufstieg in die Süper Lig: 2013/14

## Krebskrankheit
Afşarlı wurde im Frühjahr 2015 Lymphdrüsenkrebs diagnostiziert. Er konnte den Krebs besiegen und kehrte noch im Dezember 2015 auf den Fußballplatz zurück.